# Gmail
El Gmail és un servei de correu electrònic gratuït llançat per l'empresa nord-americana Google a partir de l'1 d'abril de 2004 i que ha captat l'atenció dels mitjans de comunicació per les seves innovacions tecnològiques, la seva capacitat i per algunes queixes de violació de la privadesa dels usuaris.

## Característiques
- El servei ofereix una capacitat d'emmagatzematge superior als 10 GB. En els seus inicis, Gmail superava significativament l'oferta d'emmagatzematge dels seus principals competidors (Yahoo Mail i Hotmail).
- Aquest servei va destacar, entre altres coses, per usar un sistema de cerca de missatges simples i avançades similar al cercador web de Google, per això el seu eslògan és "Cerca, no ordenis".
- La interfície està disponible en multitud d'idiomes, inclosos el castellà, català, basc i gallec. Usa la tecnologia AJAX i fa ús d'un sistema d'etiquetatge en substitució de les carpetes tradicionals. També disposa d'una interfície senzilla basada en HTML+CSS per si algun navegador no suporta les altres tecnologies.
- La mida màxima de cada missatge (text i fitxers adjunts) és de 50 MB.
- L'ingrés al compte es realitza mitjançant un xifrat PGP. Menys en alguns navegadors antics on la connexió és sense xifrat.
- Un altre aspecte interessant que ofereix el Gmail és el filtre de missatges que disposa de moltes opcions més enllà d'etiquetar els missatges automàticament.
- La pàgina de correu també es pot xifrar per SSL.
- Gmail està disponible per dispositius mòbils, encara que Gmail mobile no presenti totes les característiques del servei tradicional. A més d'accés pel navegador d'un telèfon mòbil, existeix una aplicació Java per una gran quantitat de telèfons compatibles.
- A partir del 20 de novembre de 2008, els usuaris poden elegir entre 30 temes per personalitzar la interfície d'usuari, on no tan sols varien els colors, sinó que es poden afegir diversos gràfics associats a la ubicació de l'usuari.

## Trucs i novetats
A més a més de les característiques ja esmentades ofereix una sèrie de trucs i novetats que el diferencien d'altres serveis de correu:
- Es pot afegir una clau a l'adreça de correu posant un símbol + i una paraula (Per exemple: usuari+clau@gmail.com) de manera que els correus es poden filtrar mitjançant el camp "Per:").
- Es pot modificar l'adreça de correu afegint punts allà on es vulgui (Per exemple: us.ua.ri@gmail.com) de manera que els correus es poden filtrar mitjançant el camp "Per:") i es rebran a la mateixa bústia d'entrada. Útil quan hi ha pàgines web que no accepten adreces electròniques amb símbols "+".
- Es pot personalitzar el camp "De:", possibilitant l'enviament de correu des d'un altre compte que tinguem, comprovant prèviament que aquest correu ens pertany.
- Dreceres de teclat[Enllaç no actiu]: permeten navegar pel correu usant només tecles. "J" i "K" per avançar i retrocedir, "Intro" per llegir el correu actual, "U" per tornar a la Safata d'Entrada i "C" per redactar, entre d'altres.
- Inclou un sistema de xat incorporat que usa el protocol lliure XMPP/Jabber.
- Una forma de gaudir de les últimes novetats de GMail[Enllaç no actiu] és usar el servei en idioma 'English (US)', ja que les novetats triguen un temps més en els altres idiomes.
- Es va afegir una barra opcional en què es mostren petites capçaleres que són distribuïdes per pàgines en català per la seva lectura. Aquests provenen de feeds de notícies en RSS o XML.

## Violació de la privadesa
Des del seu llançament, el servei ha estat durament criticat per diversos organismes dedicats a la protecció de la privadesa a nivell internacional. Aquestes queixes van ser recollides per alguns legislatius, particularment de l'estat de Califòrnia (EUA) i han obligat a Google a canviar almenys dues vegades les seves polítiques al respecte.
Inicialment les queixes s'enfocaven al sistema de publicitat usat per la companyia (la qual mira la redacció dels missatges rebuts per mostrar anuncis classificats relacionats amb el tema) i en la seva relativa ambigüitat en la gestió dels missatges esborrats pels usuaris (el servei complica innecessàriament l'eliminació de correus i ho desaconsella). Tot i així, s'ha provat que el sistema de publicitat és gestionat per bots.
A la fi de l'any 2004 es va descobrir que qualsevol usuari podia llegir els correus d'un altre creant un compte semblant. Atès que el servei ignorava els punts a l'identificador del compte (un correu enviat a u.s.u.a.r.i@gmail.com arribava sense problemes a usuari@gmail.com). Actualment Google ha impedit que es continuï amb aquesta pràctica però no ha revelat com pensa solucionar el problema dels comptes conflictius creats anteriorment.